# 22162 Leslijohnson
22162 Leslijohnson è un asteroide della fascia principale. Scoperto nel 2000, presenta un'orbita caratterizzata da un semiasse maggiore pari a 2,5475582 UA e da un'eccentricità di 0,1829549, inclinata di 4,23789° rispetto all'eclittica.